# Xã Chatfield, Quận Bottineau, Bắc Dakota
Xã Chatfield (tiếng Anh: Chatfield Township) là một xã thuộc quận Bottineau, tiểu bang Bắc Dakota, Hoa Kỳ. Năm 2010, dân số của xã này là 44 người.